# Catastrophe du fleuve Congo
 (mai 2021).
La catastrophe du fleuve Congo est survenue le 15 février 2021 lorsqu'un navire a coulé dans le fleuve Congo, près de Kinshasa, en République démocratique du Congo, tuant au moins 60 personnes,.

## Déroulement
Un bateau fluvial a rencontré des difficultés près du village de Longola Ekoti dans la province de Mai-Ndombe, 300 survivants ont été trouvés mais 240 personnes sont toujours portés disparus.
Le ministre des Actions humanitaires, Steve Mbikayi Mabuluki, a déclaré que plus de 700 personnes se trouvaient à bord de la barge au moment de l'accident,.
Cet événement malheureux coïncide avec la désignation de l'actuel premier ministre de la république démocratique du Congo.